# 辛村 (匈牙利)
辛村，是匈牙利包尔绍德-奥包乌伊-曾普伦州所辖的一个村。总面积18.10平方公里，总人口747，人口密度41.3人/平方公里（2011年1月1日）。